# Władysław Batthyány-Strattmann
Książę Ladislaus (László) Batthyány-Strattmann (ur. 28 października 1870 w Dunakiliti, zm. 22 stycznia 1931 w Wiedniu) – błogosławiony Kościoła katolickiego, lekarz, członek starej magnackiej rodziny Batthyány.

## Życiorys

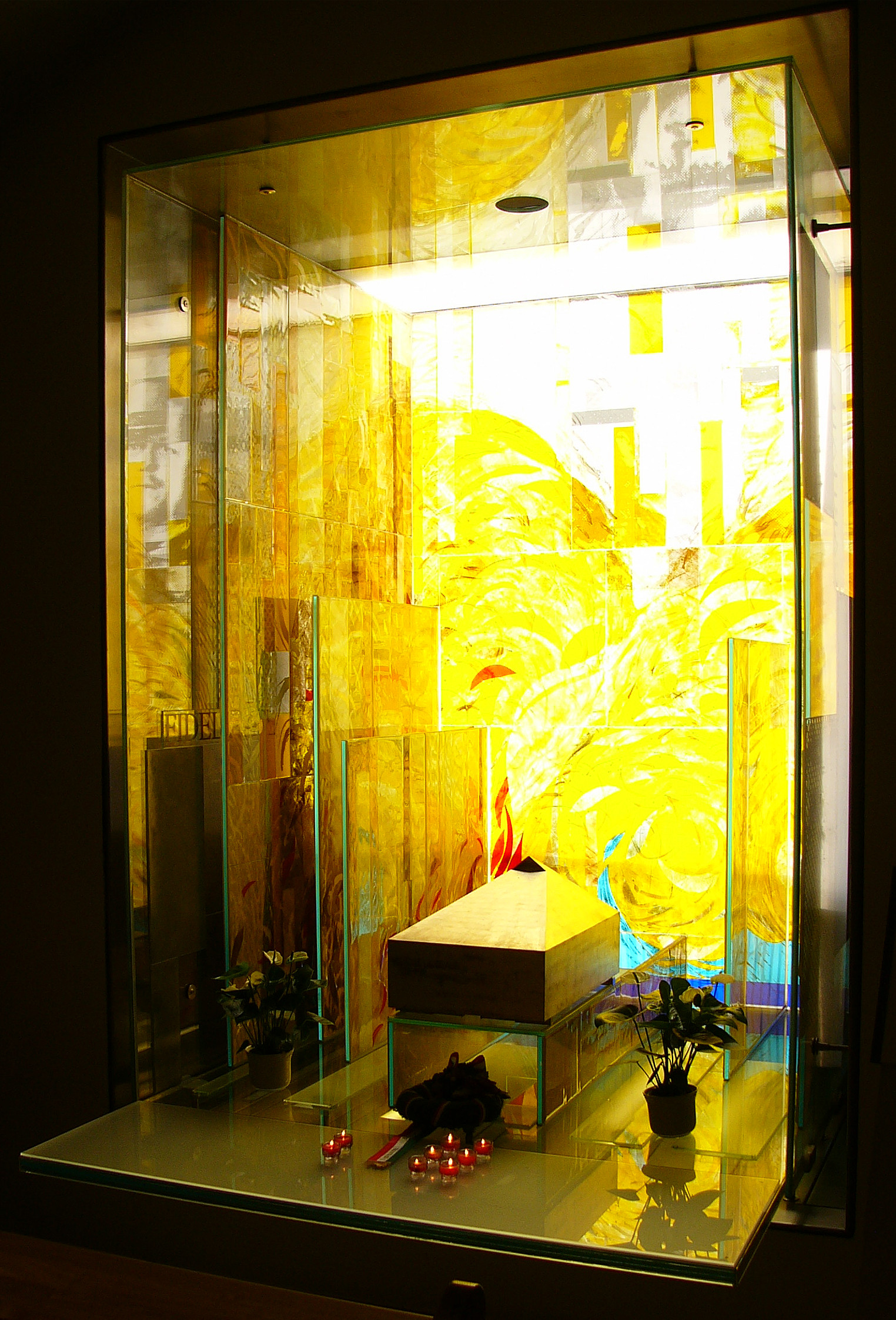
Relikwiarz błogosławionego Ladislausa Batthyány-Strattmanna w bazylice w Güssing

Ladislaus Batthyány był 6. dzieckiem w rodzinie. Po ukończeniu gimnazjum studiował medycynę na uniwersytecie wiedeńskim. W roku 1898 ożenił się z hrabiną Marią Theresią Coreth. Ich związek przebiegał szczęśliwie i harmonijnie, a jego owocem było trzynaścioro dzieci.
W Kittsee (Burgenland), gdzie zamieszkiwali zamek Kittsee, dr Batthyány założył w roku 1902 szpital. Początkowo pracował w nim jako lekarz ogólny, następnie specjalizował się w chirurgii i okulistyce. Dr Batthyány przyjmował codziennie nieodpłatnie 80-100 pacjentów. Najbiedniejszych z nich wspierał dodatkowo finansowo. W ten sposób rozdał większość swojego majątku. W 1915 odziedziczył tytuł książęcy oraz zamek w Körmend (Węgry). Wiązała się z tym zmiana nazwiska na Batthyány-Strattmann. Po pierwszej wojnie światowej przeniósł się wraz z rodziną do Körmend.
Też tam dr Batthyány otworzył za własne środki szpital. Dr Batthyány zachorował we wrześniu 1929 na raka i zmarł w 1931 roku w opinii świętości w sanatorium Löw w Wiedniu.
Został pochowany w rodzinnym grobowcu w Güssing, grobowiec ten jest drugim co do wielkości grobowcem rodzinnym w Austrii, po grobowcu rodziny cesarskiej w Wiedniu.
23 marca 2003 papież Jan Paweł II ogłosił beatyfikację dr Ladislausa Batthyánya-Strattmanna.